# Eluned Phillips
Eluned Phillips (27. října 1914 – 10. ledna 2009) byla velšská básnířka píšící ve velšském jazyce.

## Život
Narodila se ve vesnici Cenarth v hrabství Carmarthenshire na jihozápadě Walesu. Její otec zemřel během první světové války a ona jej nikdy nepoznala. Narodila se ve stejný den jako další velšský básník, Dylan Thomas. Žila bohémským životem a setkávala se s mnoha umělci, mezi něž patřil například malíř Pablo Picasso, herec Maurice Chevalier či zpěvačka Édith Piaf. Na počátku kariéry psala do různých dámských časopisů. Od třicátých let byla členkou velšské kulturní instituce Gorsedd. V roce 1967 získala velšské literární ocenění National Eisteddfod. Podruhé jím byla oceněna o šestnáct let později, díky čemuž se stala jedinou ženou, která cenu získala dvakrát. Během svého života vydala pouze jednu sbírku básní. Nesla název Cerddi Glyn-y-Mêl a publikována byla roku 1985. V roce 2007 vydala knihu pamětí nazvanou The Reluctant Redhead. Zemřela o dva roky později v nemocnici v Carmarthenu ve věku 94 let.